# Arremonops rufivirgatus
Arremonops rufivirgatus е вид птица от семейство Овесаркови (Emberizidae).

## Разпространение
Видът е разпространен в Белиз, Гватемала, Коста Рика, Мексико, Никарагуа, САЩ и Хондурас.